# Anatoli Pristavkin
Anatoli Ignátievich Pristavkin (ruso: Анатолий Игнатьевич Пристaвкин; Liúbertsy, Óblast de Moscú, 17 de octubre de 1931 - Moscú, 11 de julio de 2008) fue un escritor y activista político ruso.

## Biografía
Nació en una familia de clase obrera. A causa de la guerra, quedó huérfano (su padre murió en el frente, y su madre, en 1944, de tuberculosis) y se crio en un orfanato. Estudió en la escuela de artes y oficios. A los catorce años se fugó del orfanato y empezó a trabajar en una fábrica de conservas en Sernovodsk, en Chechenia. Tras la guerra se aficionó a escribir, y sus primeros poemas fueron apareciendo en periódicos. En 1952, empezó a estudiar en la Escuela Técnica de Aviación de Moscú. Desempeñó varios oficios, entre ellos los de electricista y radiotelegrafista. 
Tras licenciarse del ejército, Pristavkin se matriculó en el Instituto de Literatura Maksim Gorki de Moscú, donde estudió en el seminario del poeta Lev Oshanin hasta 1959. En 1958, debutó como prosista en la revista Juventud («Юность»), con el ciclo de relatos "Infancia en guerra" («Военное детство»). Por entonces partió a Siberia para informar, como corresponsal del semanario Literatúrnaya Gazeta de la construcción de una central hidroeléctrica, en la que él mismo trabajó como peón.
Durante esa época, Pristavkin escribió las narraciones documentales Mis contemporáneos (1959), El país Lépiya («Страна ЛЭПия» o El país de Litransel, 1960) y Hogueras en la taiga (1964). En 1967, apareció su novela Golubka (Paloma). En 1970, dio a la imprenta el relato de tema bélico El soldado y el muchacho. Desde 1981, dio clases en el Instituto de Literatura Maksim Gorki, del que llegaría a ser decano.
La novela corta que le dio verdadera fama fue Una nube dorada dormía («Ночевала тучка золотая…»), aparecida en 1987, aunque Pristavkin había empezado a trabajar en ella en 1981. En la novela, ambientada en el Cáucaso durante la Segunda Guerra Mundial, se trataba el tema de las deportaciones masivas de 1944, que afectaron al pueblo checheno y al pueblo ingusetio. Una nube dorada... fue un éxito rotundo, con más de 4,5 millones de ejemplares vendidos solo en la URSS, y se tradujo a más de treinta lenguas (entre ellas el español, en 1991). En 1988, la obra fue galardonada con el Premio Estatal de la URSS. El director ingusetio Sulambek Mamílov la llevó al cine en 1989.
Aunque continuó escribiendo, sus obras siguientes no alcanzaron el éxito de Una nube dorada... Durante la década de 1990, Pristavkin luchó activamente por la democracia y los derechos humanos en Rusia. Lideró la organización Abril, de escritores progresistas, y en 1993 fue uno de los firmantes del documento conocido como la "Carta de los Cuarenta y dos", que apoyaba al presidente Borís Yeltsin y solicitaba la ilegalización del Partido Comunista. Luchó por la abolición de la pena de muerte en Rusia: entre 1992 y 2001 dirigió la Comisión de Indultos creada por Yeltsin, consiguiendo que un número elevado de condenados a muerte no fuera ejecutado.